# Seki Koji
Koji Seki (sinh ngày 26 tháng 6 năm 1972) là một cầu thủ bóng đá người Nhật Bản.

## Sự nghiệp câu lạc bộ
Koji Seki đã từng chơi cho Verdy Kawasaki, Tokyo Gas, Bellmare Hiratsuka và Consadole Sapporo.

## Thống kê câu lạc bộ

### J.League
| Đội                | Năm       | J.League | J.League | J.League Cup | J.League Cup | Tổng cộng | Tổng cộng |
| Đội                | Năm       | Trận     | Bàn      | Trận         | Bàn          | Trận      | Bàn       |
| ------------------ | --------- | -------- | -------- | ------------ | ------------ | --------- | --------- |
| Verdy Kawasaki     | 1992      | -        | -        | 0            | 0            | 0         | 0         |
| Verdy Kawasaki     | 1993      | 0        | 0        | 0            | 0            | 0         | 0         |
| Bellmare Hiratsuka | 1996      | 21       | 6        | 15           | 8            | 36        | 14        |
| Bellmare Hiratsuka | 1997      | 16       | 1        | 2            | 0            | 18        | 1         |
| Bellmare Hiratsuka | 1998      | 7        | 0        | 0            | 0            | 7         | 0         |
| Consadole Sapporo  | 1998      | 4        | 0        | 0            | 0            | 4         | 0         |
| Consadole Sapporo  | 1999      | 25       | 6        | 1            | 0            | 26        | 6         |
| Tổng cộng          | Tổng cộng | 73       | 13       | 18           | 8            | 91        | 21        |